# تشارلز جيتر
تشارلز جيتر (بالإنجليزية: Charles Jeter)‏ هو مسير أعمال وسياسي أمريكي، ولد في 30 أغسطس 1973 في كولومبيا في الولايات المتحدة. حزبياً، نشط في الحزب الجمهوري. وقد انتخب عضو مجلس نواب كارولينا الشمالية.

## وصلات خارجية
- الموقع الرسمي